# Due note
Due note es el tercer álbum de la cantante italiana Mina, publicado por la discográfica Italdisc en junio de 1961.
Este álbum contiene canciones editadas previamente como sencillo o publicadas en EP, excepto Le cinque della sera que nunca fue lanzada como sencillo y es la única canción inédita del disco. Esta última también fue lanzada el mismo año por la cantante Milva.
Contiene cuatro versiones de canciones de otros artistas. Na sera 'e maggio y Come sinfonia son de artistas italianos, mientras que Gloria y Non voglio cioccolata son de artistas extranjeros.
Excepto las canciones Le mille bolle blu y Io amo tu ami, que se presentaron en el Festival de San Remo en 1961 y en el que la orquesta estaba dirigida por Bruno Canfora, Mina está siempre acompañada por el maestro Tony De Vita y su orquesta.
Este álbum ha sido reeditado y remasterizado en diversas ocasiones y formatos diferentes.

## Lista de canciones
| N.º | Título                               | Duración |  |
| 1.  | «Due note»                           | 3:34     |  |
| 2.  | «Confidenziale»                      | 2:42     |  |
| 3.  | «Na sera 'e maggio»                  | 3:17     |  |
| 4.  | «Come sinfonia»                      | 2:37     |  |
| 5.  | «Piano»                              | 3:03     |  |
| 6.  | «Le mille bolle blu»                 | 3:52     |  |
| 7.  | «La fine del mondo»                  | 2:42     |  |
| 8.  | «Gloria»                             | 2:16     |  |
| 9.  | «Le cinque della sera»               | 3:20     |  |
| 10. | «Non voglio cioccolata (Percolator)» | 1:50     |  |
| 11. | «Io amo tu ami»                      | 3:23     |  |
| 12. | «Prendi una matita»                  | 2:23     |  |

- Datos: Q3716010